# London Underground A60 en A62 Stock
De London Underground A60 en A62 Stock was metromaterieel dat bestemd was voor gebruik op de Metropolitan Line en de East London Line, twee sub-surface lijnen van de Londense metro. De treinstellen zijn gebouwd bij Cravens in Sheffield en waren in dienst van 1961 tot 2012.

## Beschrijving
De A Stock werd begin jaren 1960 geleverd in twee leveringen, de A60 en A62 Stock. Beide subtypes verschilden in detail van elkaar, en konden door elkaar heen ingezet worden. Het verving door elektrische- en stoomlocomotieven getrokken treinen alsmede elektrische treinstellen van de F en P Stock. Kort voor de introductie van dit materieel werd het traject Rickmansworth - Amersham / Chesham geëlektrificeerd. De naam A Stock komt van Amersham, het verste station dat dit materieel bereikt.
Omdat de Metropolitan Line meer het karakter heeft van een voorstadspoorweg, wijkt de A Stock in sommige opzichten af van het overige materieel van de Londense metro. Zo heeft het bagagerekken, haken voor paraplu's en relatief meer zitplaatsen. Net als al het andere materieel dat sinds eind jaren 1950 werd gebouwd, zijn de treinstellen van aluminium gemaakt. Oorspronkelijk waren ze niet geverfd, later zijn ze in de rood-wit-blauwe kleurstelling van de Londense metro gespoten.
Bij aflevering waren ze het snelste materieel van de Londens Metro, ze haalden 110 km/h. Rond 2000 is de snelheid teruggebracht tot 80 km/h om de betrouwbaarheid te vergroten.
Tussen 1993 en 1998 werd de A Stock gerenoveerd door Adtranz in Derby. Eerder, tussen 1985 en 1987 werden de treinen omgebouwd naar eenmansbediening. Voorheen was een guard op de trein aanwezig voor het sluiten van de deuren.

## Inzet
De A Stock werd als 8-wagentrein (2 gekoppelde treinstellen) ingezet op de hoofdlijn van de Metropolitan Line. Tot 1981 was het gebruikelijk om in minder drukke periodes met een los vierwagenstel te rijden, maar omdat het bijplaatsen en afrangeren van treinstellen de treindienst kan verstoren werd hiervan afgestapt.
Op de zijtak Chalfont & Latimer - Chesham werd altijd met een los 4-wagentreinstel gereden.
Op de East London Line werden vanaf 1977 losse 4-wagentreinstellen ingezet vanwege de geringe perronlengte. Tussen 1985 en 1987 werd ander materieel op deze lijn ingezet omdat de A Stock toen werd omgebouwd voor eenmansbediening. In december 2007 ging deze lijn over naar de London Overground, de treinstellen van de A Stock kwamen toen voor de Metropolitan Line beschikbaar.
Vanaf 9 oktober 2010 werden de eerste treinen van de A Stock afgevoerd, omdat nieuw materieel -de S8 Stock- instroomde. Op 26 september 2012 werd de laatste trein van de A Stock uit de dienst genomen. Het materieel had er ruim 51 dienstjaren op zitten, wat best uitzonderlijk is.
In juli 2018 werd een 4-wagenstel overgedragen aan het London Transport Museum, depot Acton.

## Fotogalerij

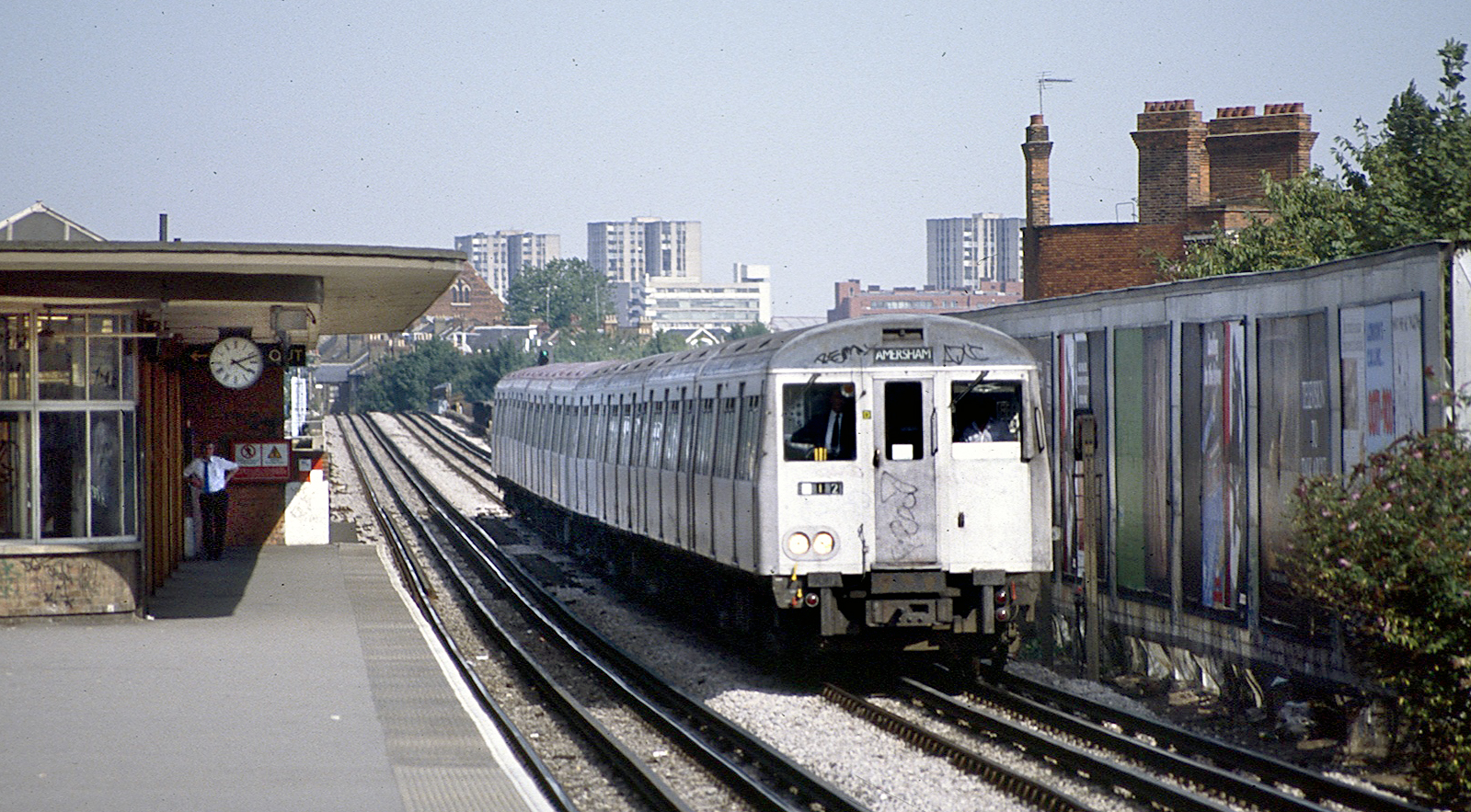
A Stock op station Amersham
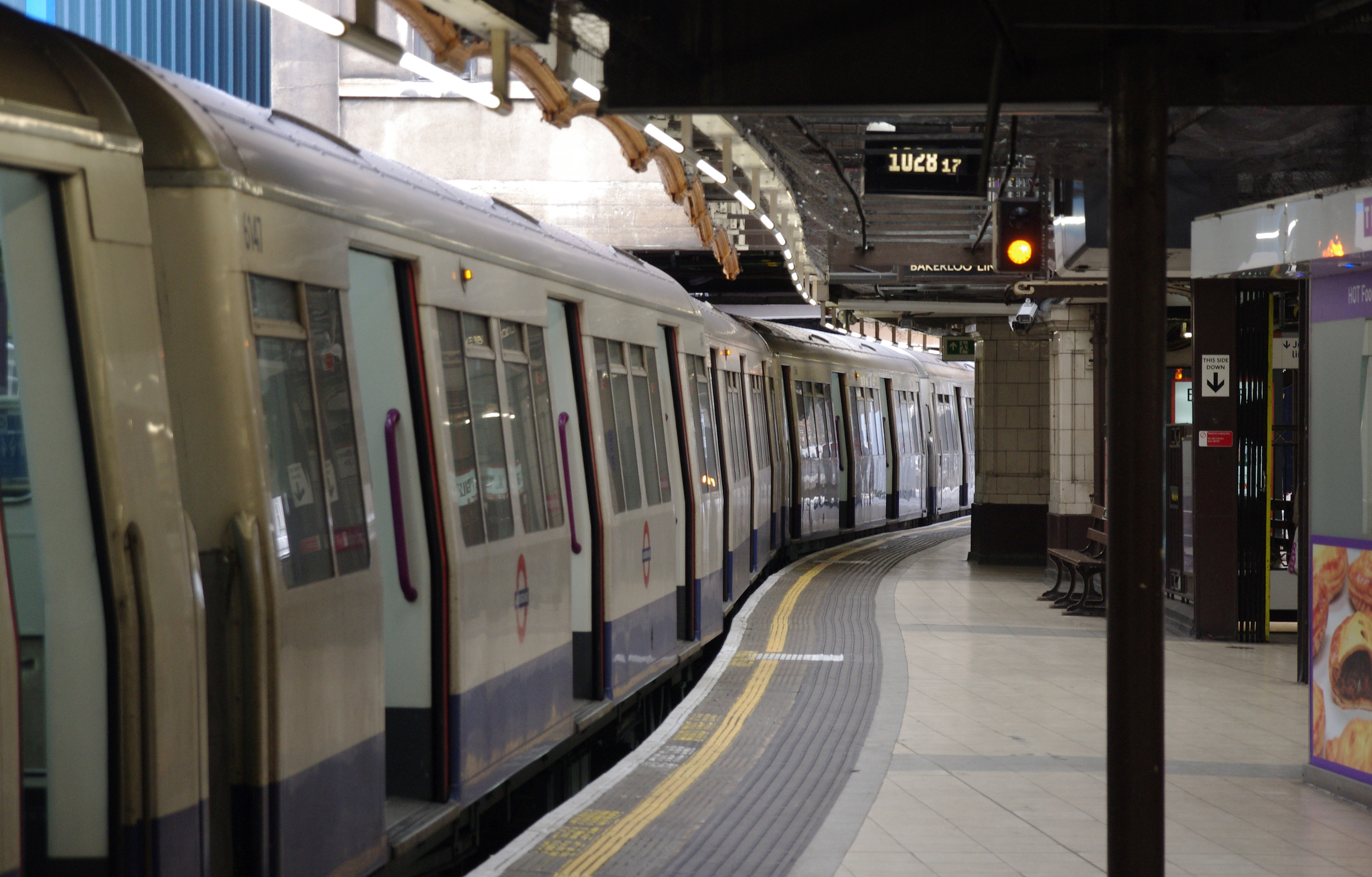
A Stock op station Baker Street
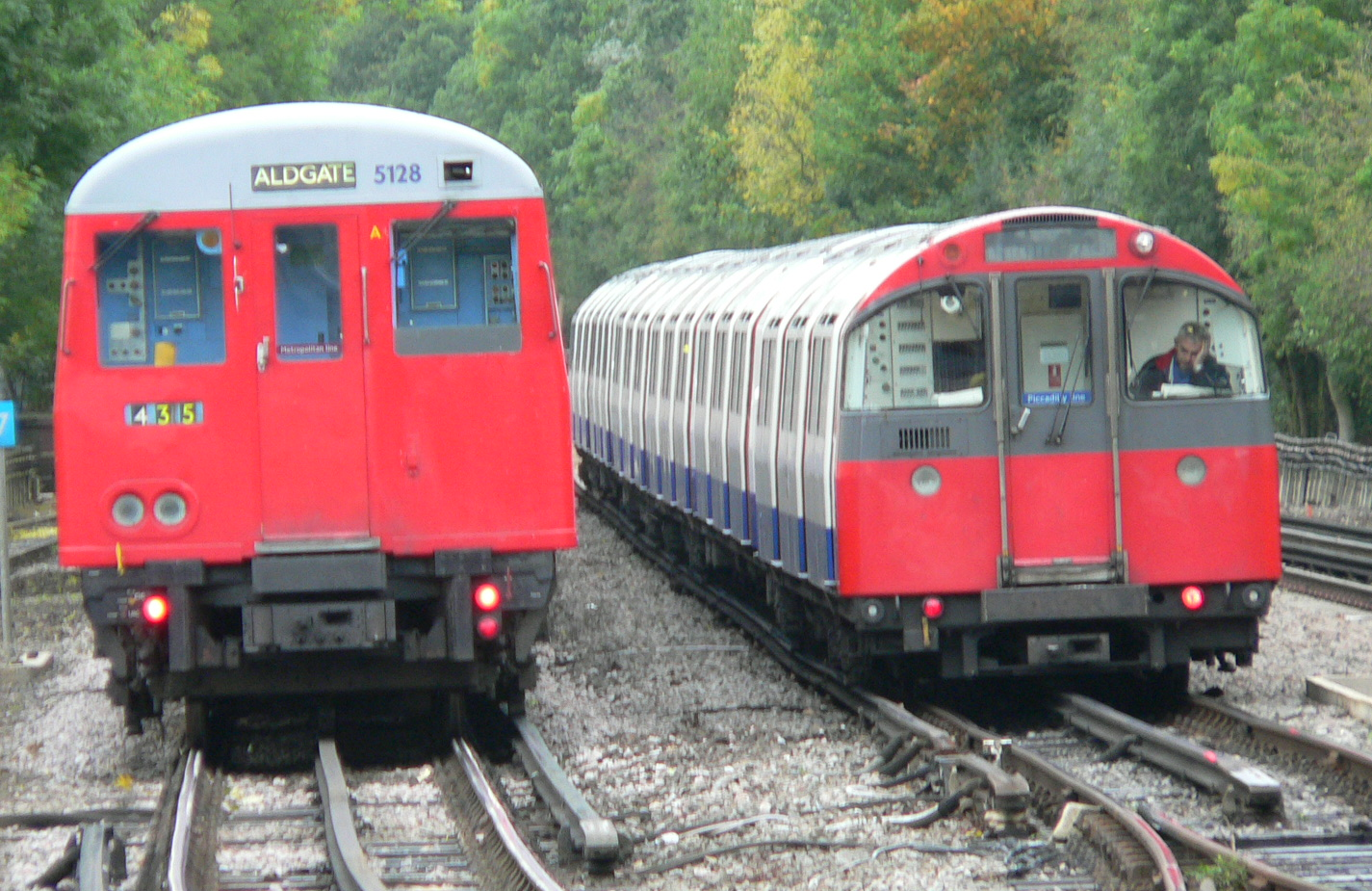
Duidelijk is te zien dat de A Stock veel groter is dan het deep level materieel.
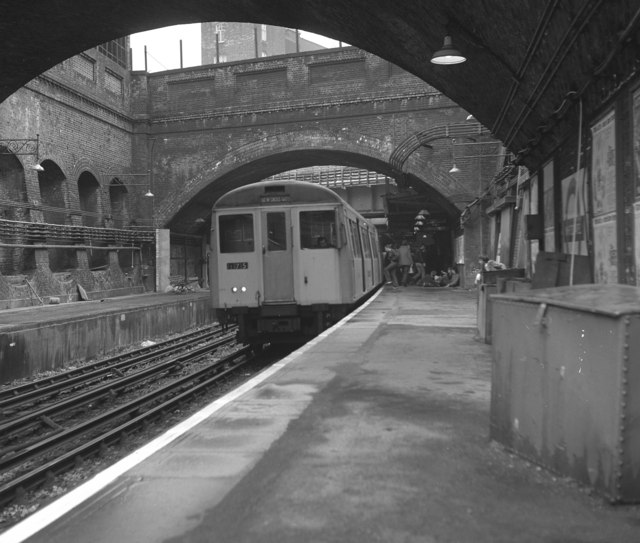
Station Whitechapel toen de East London Line nog een metrolijn was
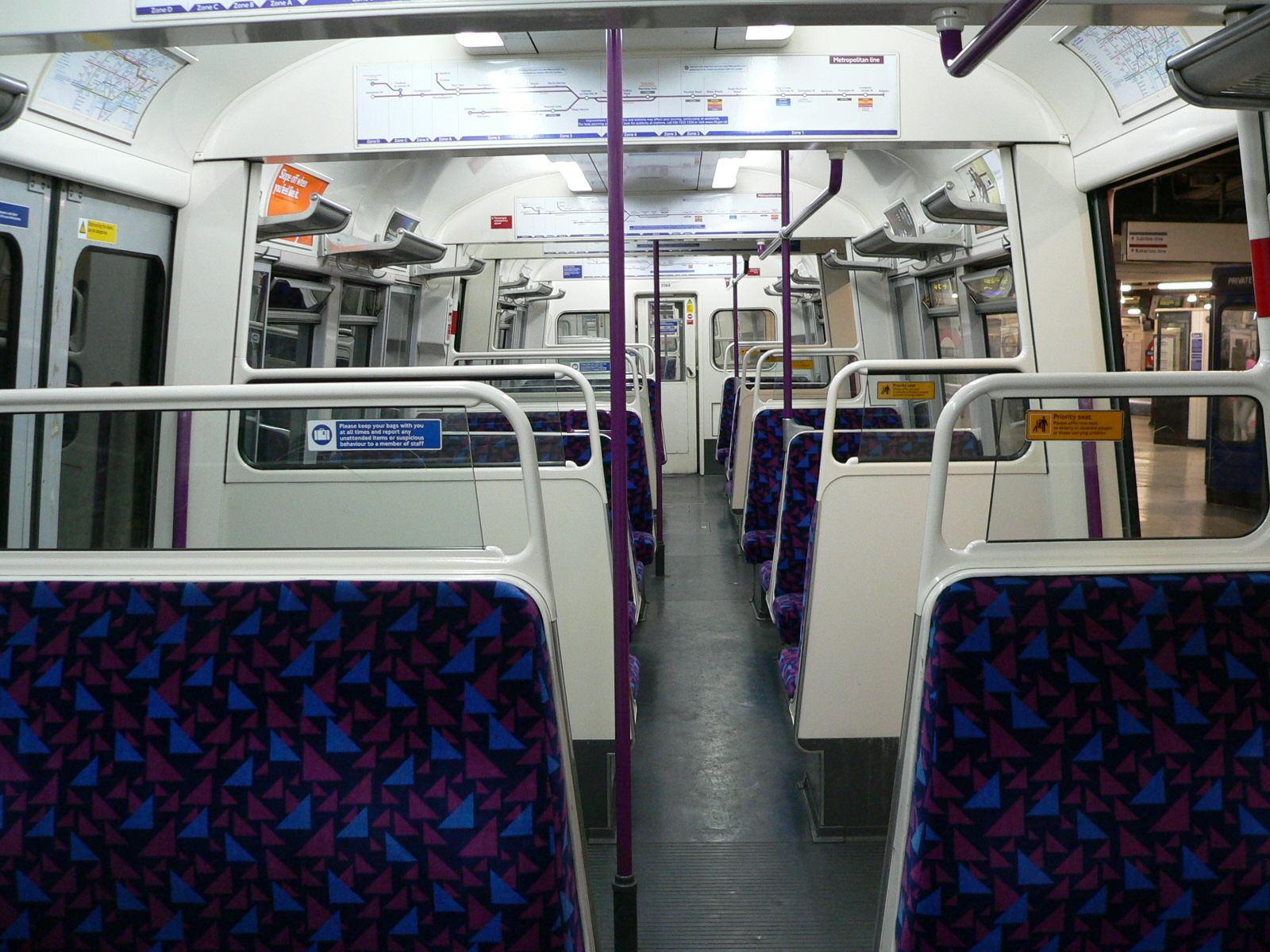
Interieur

## Meer informatie
- Brian Hardy. London Underground Rolling Stock, 1984, ISBN 0904711587